# Петко Москов
Петко Москов е български скулптор. Работи и в областта на монументалното изкуство.

## Биография
Роден е на 26 август 1953 г. в с. Патриарх Евтимово. Завършва художествената гимназия в град Казанлък, а през 1978 г. и ВИИИ „Николай Павлович“ в София, специалност скулптура.
Дългогодишен преподавател в Средното художествено училище „Цанко Лавренов“ в град Пловдив.
Автор на монументални творби в цялата страна повече от 50 паметника), между които паметниците на Капитан Петко Войвода, на Йоаким Груев и на Св. св. Кирил и Методий, барелеф на Васил Левски за манастира „Света Петка“ до Асеновград, съвместна работа с арх. Петко Прокопиев – монумента на загиналите офицери и войници в Сръбско-българската война в Сливница (поради ранната му смърт работата е довършена от синовете му – Атанас и Георги Москови), скулптурна композиция, посветена на цар Самуил в Гърция и др.
Неговата творба „Св. св. Кирил и Методий“ е подарена на Папа Йоан Павел II по време на гостуването му в България през 2002 г.
Носител е на множество награди в национални и международни конкурси. Почетен гражданин на град Асеновград.
Умира на 25 септември 2004 г. в Асеновград.

## Памет
На негово име е организирана наградата „Петко Москов“, учредена от Съюза на предприемачите в Асеновград и НЧ „Родолюбие-1873“.